# Пенья, Уго
У́го Антонио Пе́нья Сегу́ра (исп. Hugo Antonio Peña Segura; 6 мая 1936, Сан-Хосе-Пинула, Гватемала — 13 июля 2007, Гватемала) — гватемальский футболист, нападающий. Участник летних Олимпийских игр 1968 года, чемпион КОНКАКАФ 1967 года.

## Биография
Уго Пенья родился 6 мая 1936 года в гватемальском городе Сан-Хосе-Пинула.
Играл в футбол на позиции нападающего. В 1963 году выступал в чемпионате Гватемалы за «Комуникасьонес», в 1967 — за «Аурору», в 1968 году — за «Универсидад де Сан-Карлос».
В 1963 году в составе сборной Гватемалы участвовал в чемпионате наций КОНКАКАФ в Сальвадоре, где команда поделила 7-8-е места. Провёл 4 матча, забил 1 гол.
В 1967 году завоевал золотую медаль чемпионата наций КОНКАКАФ в Тегусигальпе. Провёл 4 матча, забил 2 мяча.
В том же году вошёл в состав сборной Гватемалы по футболу на летних Олимпийских играх в Мехико, поделившей 5-8-е места. Играл на позиции нападающего, провёл 3 матча, мячей не забивал. Был удалён в поединке со сборной Чехословакии (1:0).
Умер 13 июля 2007 года в городе Гватемала.

## Достижения
Сборная Гватемалы
- Чемпион КОНКАКАФ (1): 1967.